# Johannes Borski

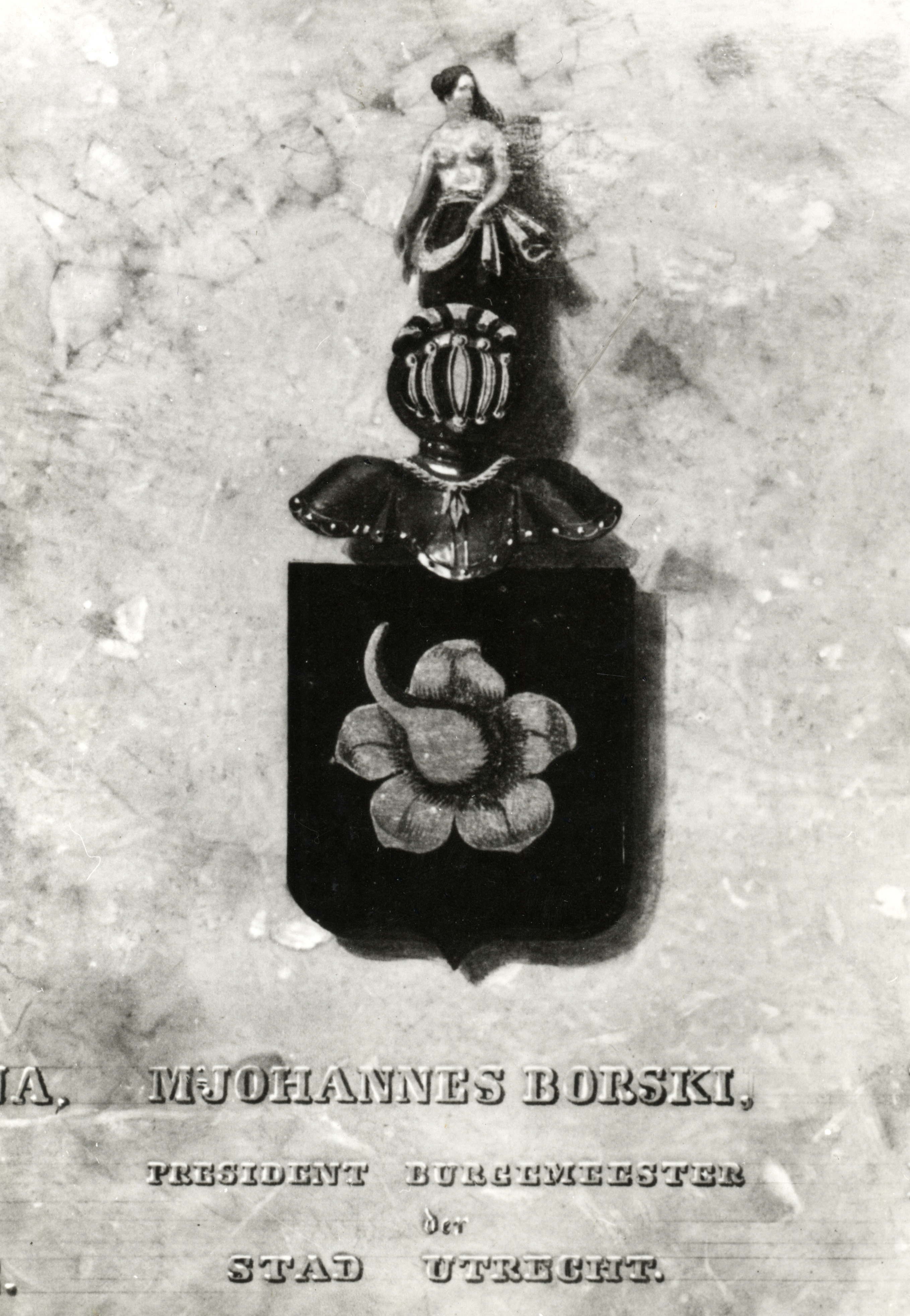
Het familiewapen van Johannes Borski

Johannes Borski (Utrecht, 30 juli 1755 – aldaar, 13 september 1825) was burgemeester van Utrecht van 1821 tot 1824.

## Levensloop
Johannes Borski was een zoon van Hermanus Borski en Willemina Elisabeth Versteeg. Zijn ouders waren in 1754 getrouwd. Hij studeerde rechten in Utrecht, alwaar hij in 1777 promoveerde. Vanaf 1777 was Borski werkzaam als advocaat. Hij woonde toen bij de Viebrug. In 1787 werd hij Hoofdman in de wijk Papenvaandel. In 1788 werd hij benoemd tot raad in de Vroedschap. Vanaf 1789 was hij schepen van de stad. In 1807 trouwde Borski met Philippina Maria Gijsberti Hodenpijl (Schiedam, circa 1762 - Utrecht, 14 september 1847). In 1811 woonde hij op de Trans. Bij zijn overlijden in 1825 woonde hij op Nieuwegracht 13 (wijk F no. 246).